# Лира (сазвежђе)
Лира (лат. Lyra, од грчке речи λύρα) је једно од 88 савремених и 48 оригиналних Птоломејевих сазвежђа. Представља прву лиру коју је по грчком миту измислио и направио Хермес, а Аполон дао Орфеју. Када је Орфеј убијен, Зевс је послао орла да лиру извади из реке у коју је упала и поставио их је на небо (сазвежђа Лира и Орао). Лира је често била представљена на звезданим мапама као лешинар или орао који носи лиру, па се стога понекад назива Vultur Cadens или Aquila Cadens („Падајући лешинар“ или „Падајући орао“).

## Историја
У грчкој митологији Лира представља Орфејеву лиру. Направио ју је Хермес од оклопа корњаче, датог Аполону као погодба. Говорило се да је то прва лира икада направљена. За Орфејеву музику се говорило да је толико сјајна да се чак и неживи предмети попут стена могу очарати. Придруживши се Јасону и Аргонаутима, његова музика је успела да угуши гласове опасних Сирена, које су певале примамљиве песме Аргонаутима.
У једном тренутку Орфеј се оженио Еуридиком, нимфом. Бежећи од Аристејевог напада, она је нагазила на змију која ју је угризла и усмртила. Да би је повратио, Орфеј је ушао у Подземље, где је музика са његове лире очарала Хада. Хад је попустио и дозволио Орфеју да поврати Еуридику, под условом да се ни једном не осврне док не изађе напоље. Нажалост, пред сам крај, Орфеј је посустао и погледао уназад, због чега је Еуридика заувек остала у Подземљу. Орфеј је провео остатак свог живота свирајући на својој лири док је бесциљно лутао земљом, одбијајући све понуде жена за брак од жена.
Постоје два супротстављена мита у вези Орфејеве смрти. Према Ератостену, Орфеј принео неопходну жртву Дионису због тога што је сматрао Аполона врховним божанством. Диониз је тада послао своје следбенике да раздеру Орфеја. Овидије прича сасвим другачију причу, говорећи да су се жене, у знак одмазде за Орфејево одбијање брачних понуда, удружиле и бацале камење и копља. У почетку је и њих његова музика очарала, али су на крају њихова бројност и галама преплавили његову музику и он је био погођен копљима. Оба мита затим наводе да је његову лиру на небо поставио Зевс, а да су Орфејеве кости сахраниле музе.
Вега и њене околне звезде се такође третирају као сазвежђе у другим културама. Подручје које одговара Лири Арапи су видели као лешинара или орла који рони са преклопљеним крилима. У Велсу, Лира је позната као харфа краља Артура (Талин Артур) и харфа краља Давида. Персијанац Хафиз је то звао Зурахова лира. Исто тако је била звана Јаслама Малог Спаситеља, Praesepe Salvatoris. У астрономији аустралијских Абориџина, Лира је позната међу људима Буронг народа у Викторији као сазвежђе Малифаул.. Лира је била позната као Уркучајлеј од стране Инка и обожавана је као животињско божанство.

## Звезде
Најсјајнија звезда Лире је Вега (алфа Лире), која својом магнитудом од 0,03 представља другу најсјајнију звезду северне хемисфере, а пету најсјајнију на ноћном небу. Име потиче од арапског назива al-nasr al-waqi, односно „обрушавајући орао“. Заједно са Денебом (алфа Лабуда) и Алтаиром (алфа Орла) чини познати астеризам „Летњи троугао“. Око 12 000. године п. н. е. Вега је показивала правац севера (због прецесије Земље, мењају се звезде које се налазе на северном небеском полу).
Бета Лире (арап. Sheliak, „лира“) је променљива двојна звезда чије су компоненте две звезде B класе које су тако близу да се не могу видети телескопом као посебне звезде. Ова звезда је и прототип истоименог типа променљивих.
Гама Лире (арап. Sulafat, „корњача“) је вишеструки звездани систем који се налази на око 635 светлосних година од Сунца. Примарна компонента је светли џин B класе, око 2100 пута луминознији од Сунца.
Епсилон Лире је систем кога чине два пара двојних звезда, а налази се на око 162 светлосне године од Сунца.
 Лире је још једна променљива звезда која представља прототип своје класе. Магнитуда RR Лире се креће између 7 и 8, са периодом од 13 часова.

## Објекти дубоког неба
У Лири се налазе два Месјеова објекта. Збијено звездано јато М56 пречника око 84 светлосне године а удаљено од Сунца око 32 900 светлосних година. М57 („маглина Прстен“) је планетарна маглина која се налази између бете и гаме Лире.